# Bertram Weigel
Bertram Weigel (* 27. April 1950 in Steinach, Thüringen; † 8. Oktober 1976 in Florenz, Italien) war ein deutscher avantgardistischer Zeichner, Objekt- und Konzeptkünstler und Musiker.

## Leben und Werk
Bertram Weigel studierte von 1967 bis 1969 Musik und Kunst am Pädagogischen Fachinstitut Fulda und war gleichzeitig in der Violin-Meisterklasse bei Klaus Assmann in Frankfurt am Main. Danach war er als Gelegenheitsarbeiter, Straßenverkäufer, Lehrer, Kellner, Barkeeper und Soldat tätig.
Ab dem Wintersemester 1971 wurde Bertram Weigel ein Schüler von Joseph Beuys an der Kunstakademie Düsseldorf. Parallel zu seiner künstlerischen Ausbildung absolvierte Weigel auch ein Musikstudium am Robert-Schumann-Konservatorium in Düsseldorf in der Violin-Meisterklasse bei Sándor Végh, das er 1972 abbrach.
Seine erste Ausstellung hatte Weigel im Oktober 1969 in der Galerie Alexa in Düsseldorf. Im Januar 1971 nahm er an der Aktion Eat-Art in der Galerie Spoerri und der Hungeraktion anlässlich der Ausstellung von André Thomkins in Düsseldorf teil.
Im Jahr 1972 wurde Weigel von Harald Szeemann zur Teilnahme an der Documenta 5 eingeladen. Er führte auf der documenta in Kassel eine Aktion auf, die zu dem gemeinsam mit Anatol Herzfeld initiierten und langfristig angelegten Arbeitszeit-Projekt gehörte. Vor dem Museum Fridericianum installierte Weigel als Blickfang auf dem Friedrichsplatz außerdem ein riesiges Rad (3,0 × 3,0 × 2,50 m) aus Holz mit Stahlreifen (2 Räder mit Achse) als Beitrag innerhalb der Abteilung Individuelle Mythologien: Selbstdarstellung - Performances - Activities - Changes.
Bertram Weigel war auch 1974 am Kölner »Projekt ’74« in der Abteilung »Klangformen« beteiligt.
Im Jahr 1976 wurde Weigel mit dem Villa-Romana-Preis ausgezeichnet.
Während eines Aufenthaltes in Florenz starb er im Alter von nur 26 Jahren bei einem Autounfall am Palazzo Pitti.